# Fati Lami Abubakar
Fati Lami Abubakar (sinh ngày 12 tháng 4 năm 1951) là một phụ nữ Nigeria là Đệ nhất phu nhân Nigeria từ tháng 6 năm 1998 đến tháng 5 năm 1999. Sau khi lên ngôi đệ nhất phu nhân, Abubakar là Chánh án của bang Nigeria từ năm 2013 đến 2016.

## Cuộc sống ban đầu và giáo dục
Abubakar sinh ngày 12 tháng 4 năm 1951 tại Minna, Nigeria và hoàn thành chương trình giáo dục trung học ở Kaduna. Cô đã đi học đại học ở Ilorin trước khi đến trường Cao đẳng Chính phủ Liên bang, Sokoto và Đại học Ife. Trong các nghiên cứu sau trung học, cô đã hoàn thành nhiều văn bằng luật, từ bằng cử nhân đến Tiến sĩ Triết học. Abubakar cũng đã hoàn thành việc học thêm tại Trường Luật Nigeria.

## Sự nghiệp
Abubakar bắt đầu sự nghiệp trong ngành luật với tư cách là một thanh tra viên và cố vấn cao cấp ở Nigeria. Bà được mệnh danh là luật sư của Bộ Tư pháp Nhà nước Nigeria năm 1985 và là thẩm phán của Tòa án Tối cao năm 1989. Vào tháng 3 năm 2013, Abubakar được bổ nhiệm làm Chánh án của Nhà nước Nigeria. Cô giữ vị trí này cho đến khi nghỉ hưu vào tháng 4 năm 2016.
Ngoài sự nghiệp trong ngành luật, Abubakar là thành viên của một hội đồng cấu thành từ năm 1988 đến 1989 và là ủy ban lừa đảo ngân hàng từ năm 1989 đến năm 1992. Vào tháng 6 năm 1998, Abubakar trở thành Đệ nhất phu nhân Nigeria sau khi chồng bà Abdulsalami Abubakar nhậm chức Tổng thống Nigeria. Triều đại của bà là Đệ nhất phu nhân kết thúc vào tháng 5 năm 1999. Trong nhiệm kỳ là Đệ nhất phu nhân, Abubakar đã thành lập Giải pháp thay thế bảo vệ và nâng cao quyền phụ nữ năm 1999, tập trung vào quyền con người của phụ nữ.

## Cuộc sống cá nhân
Abubakar kết hôn với cựu Tổng thống Nigeria Abdulsalami Abubakar, người có sáu người con.